# Saint-Péver
Saint-Péver är en kommun i departementet Côtes-d'Armor i regionen Bretagne i nordvästra Frankrike. Kommunen ligger i kantonen Plouagat som tillhör arrondissementet Guingamp. År 2022 hade Saint-Péver 388 invånare.

## Befolkningsutveckling
Antalet invånare i kommunen Saint-Péver
Referens:INSEE